# Charitopes sparsus
Charitopes sparsus là một loài tò vò trong họ Ichneumonidae.